# Canal du Midi

Canal du Midi și Canal de Garonne

Canal du Midi este un canal navigabil francez, care face legătura între fluviul Garonne și Marea Mediterană. Numit la început „Canalul regal din Languedoc”, revoluționarii l-au redenumit în „Canal du Midi” în 1789. Acesta este considerat de contemporanii săi ca fiind cel mai mare proiect de construcție din secolul al XVII-lea. Împreună cu Canal de Garonne formează „Canal des Deux Mers”, cele două furnizând o cale navigabilă de la Oceanul Atlantic la Marea Mediterană. Acesta a fost extins prin Canal du Rhône à Sète. Canal du Midi a fost construit din 1666 până în 1681 de inginerul Pierre-Paul Riquet sub controlul ministrului Jean-Baptiste Colbert.  
Are lungimea de 241 km și permite navigarea șlepurilor cu lungimea de până la 30 m și lățimea de până la 5,5 m. În prezent este folosit mai ales pentru turism fluvial și agrement. De asemenea este foarte important pentru irigarea terenurilor agricole în perioada secetoasă a anului. 

## Galerie

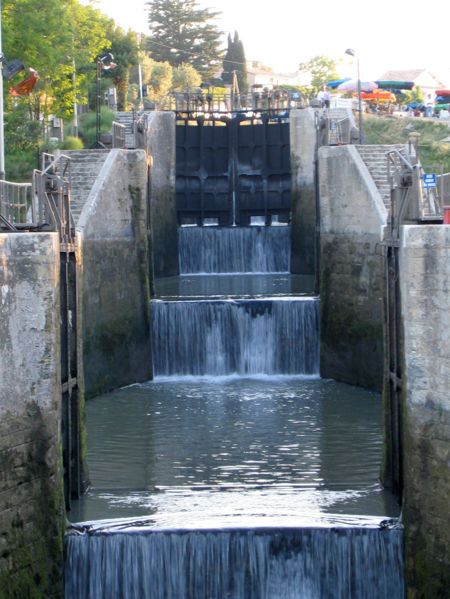
Scara de ecluze Fonseranes la Beziers
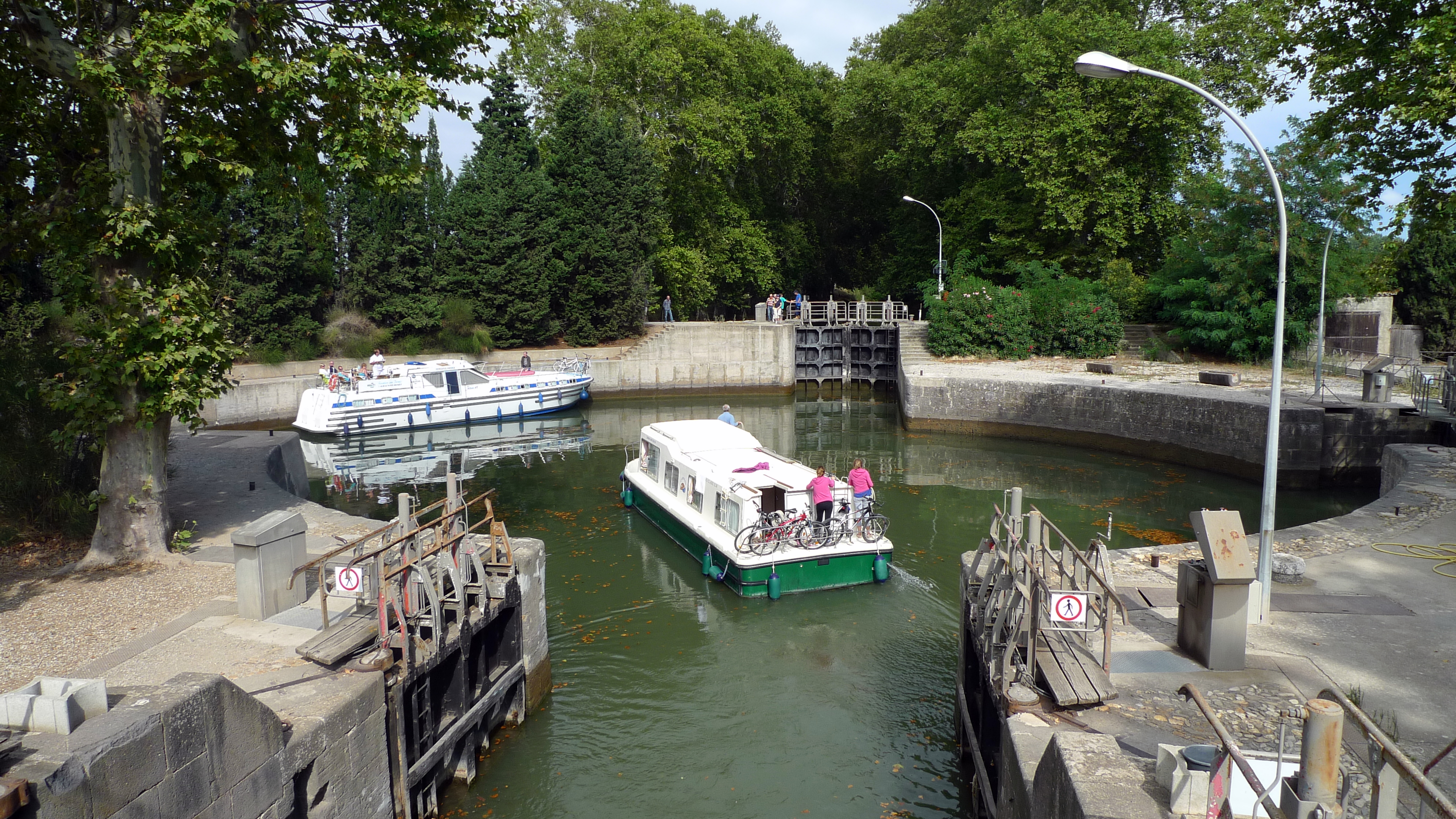
Ecluză rotundă la Agde
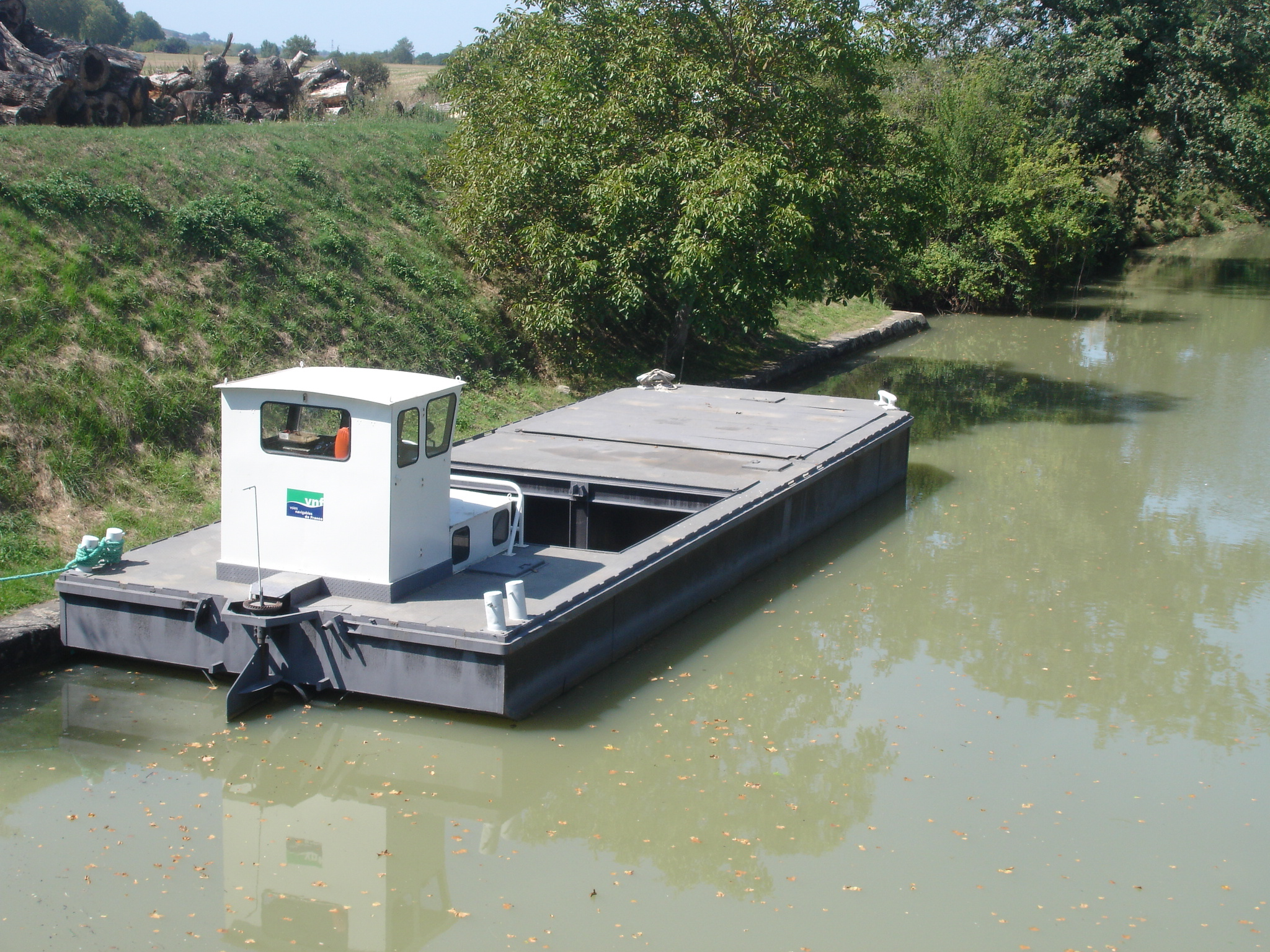
Un șlep de întreținere
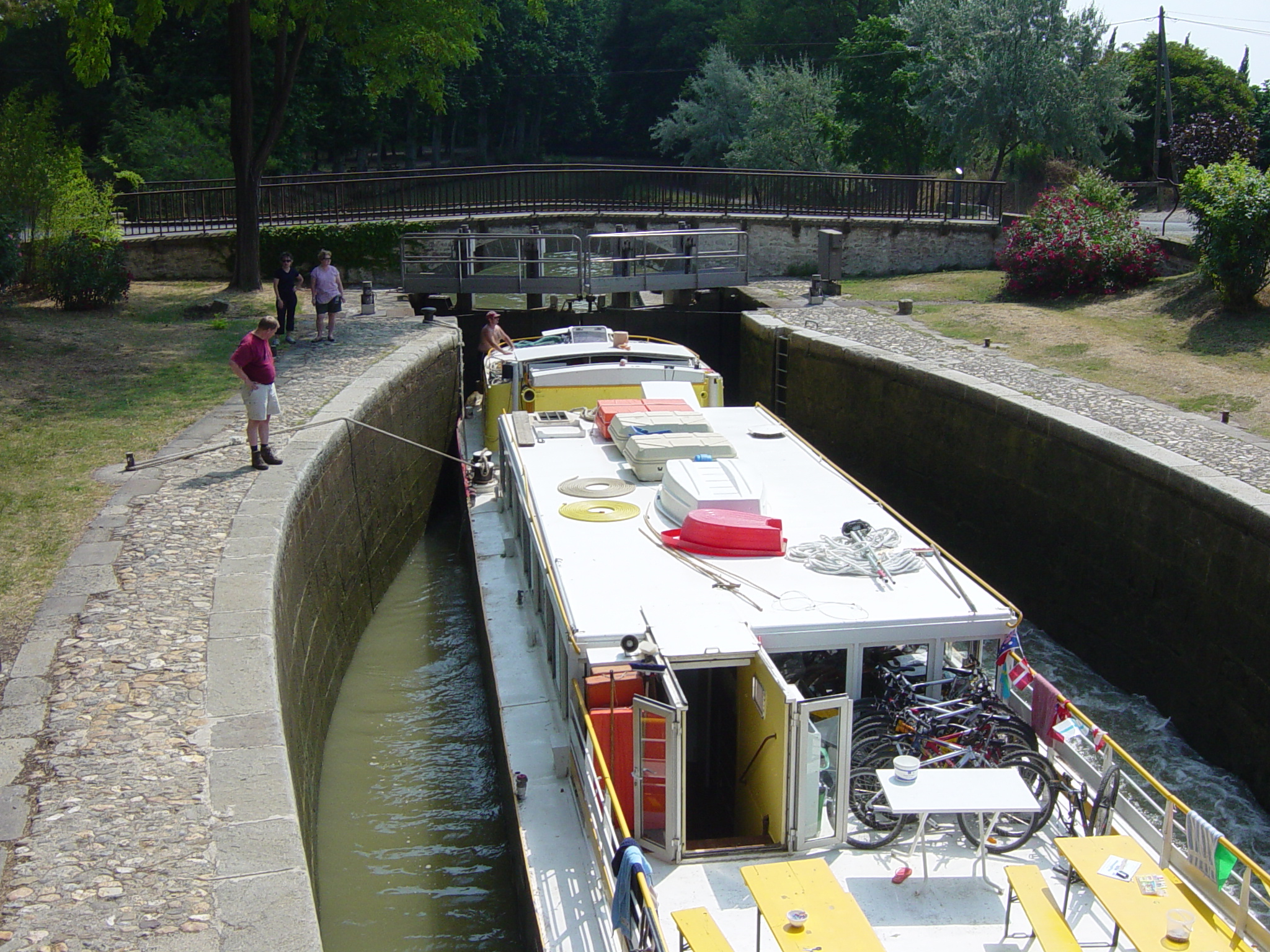
Șlepul Le Tourville în ecluza l'Aiguille din comuna Puichéric
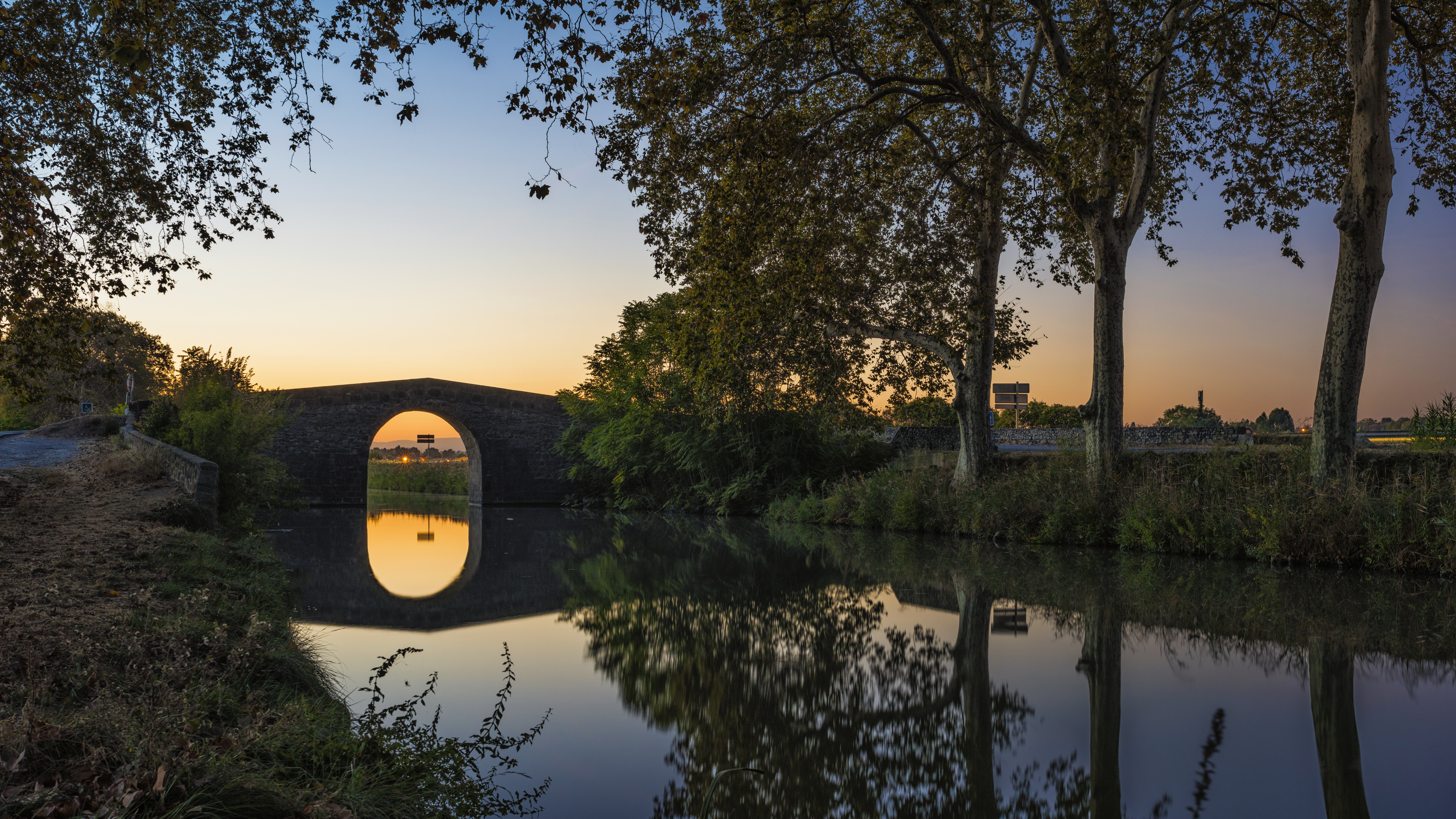
Podul Caylus lângă Beziers
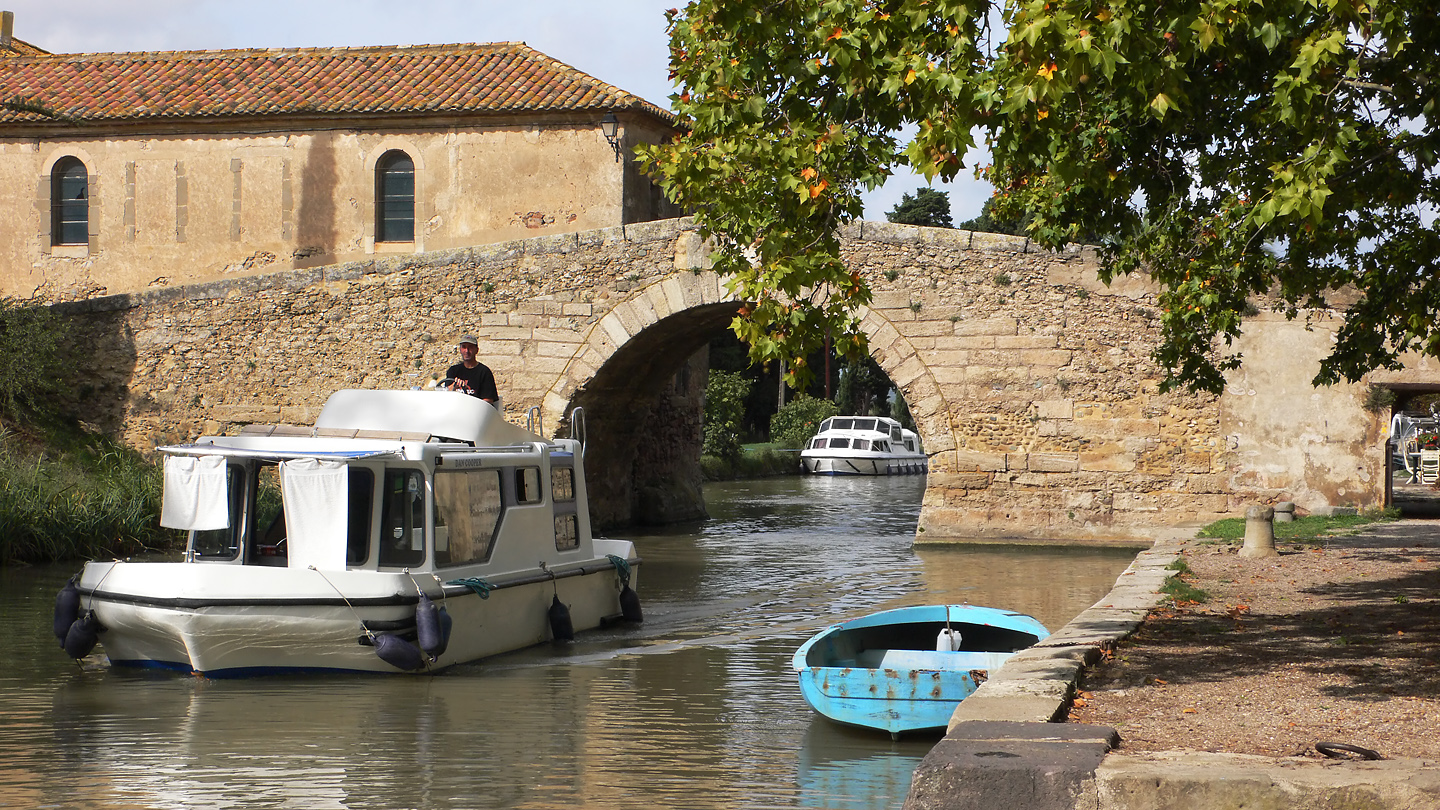
Un pod în comuna Ginestas
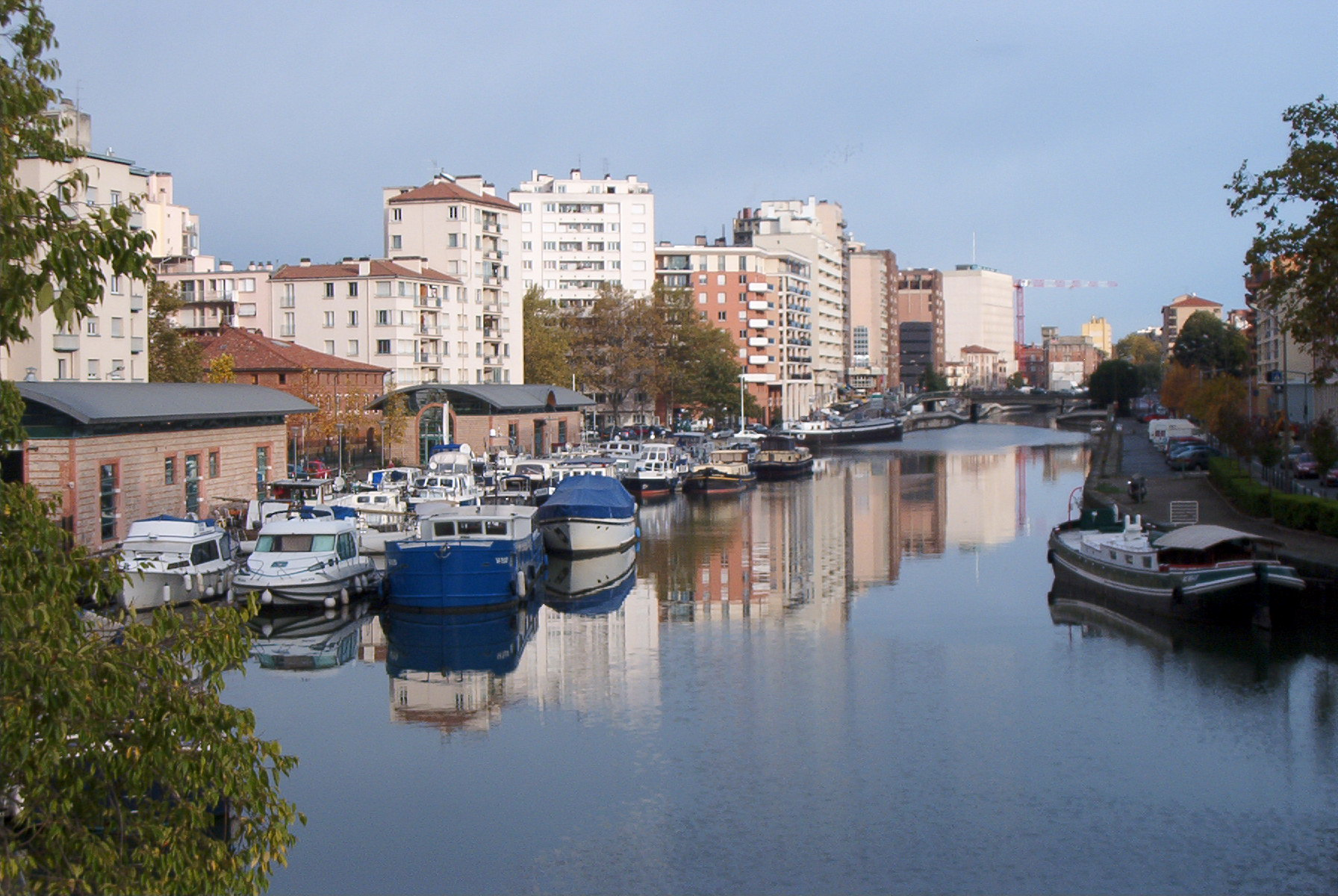
Portul Saint-Sauveur la Toulouse
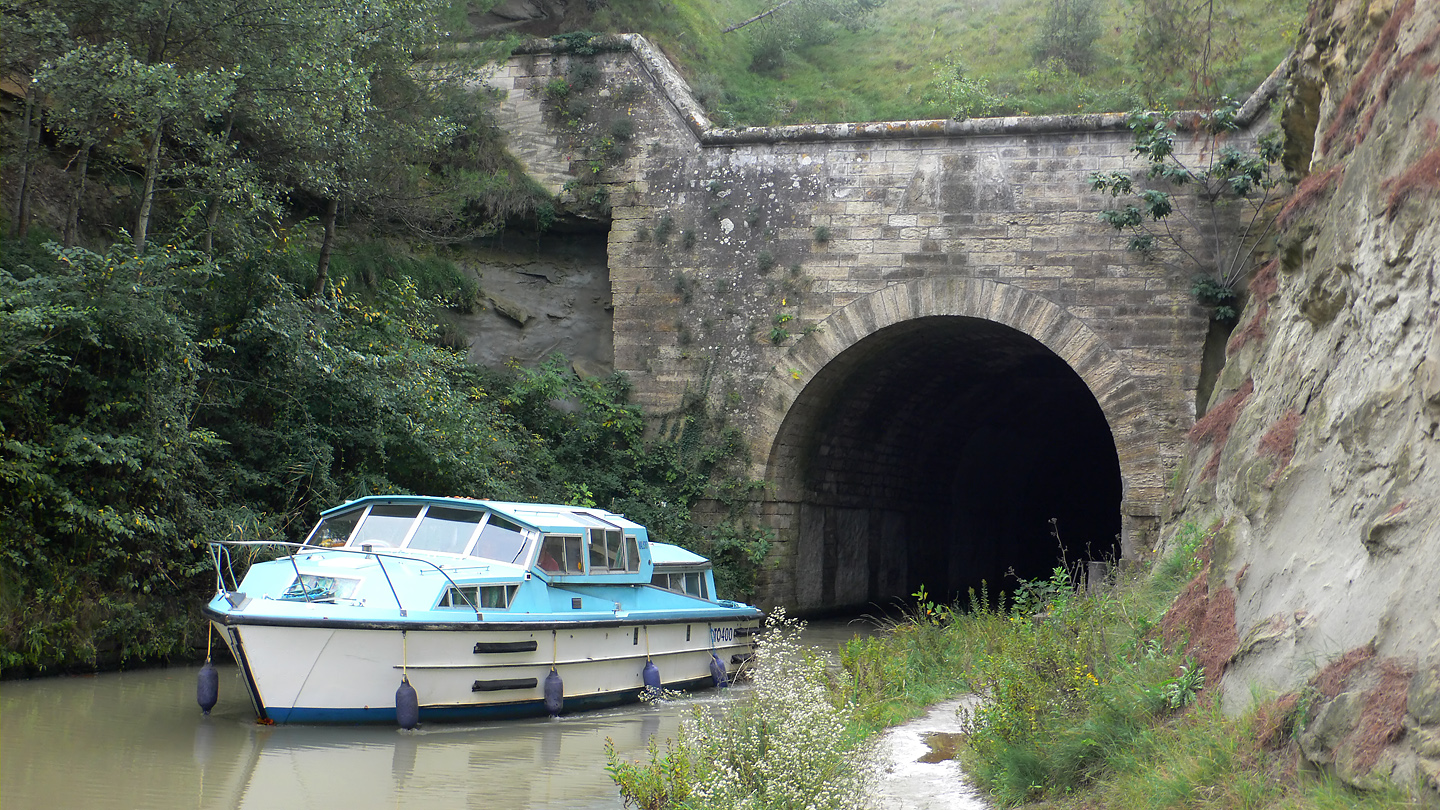
Tunelul Malpas în departamentul Herault
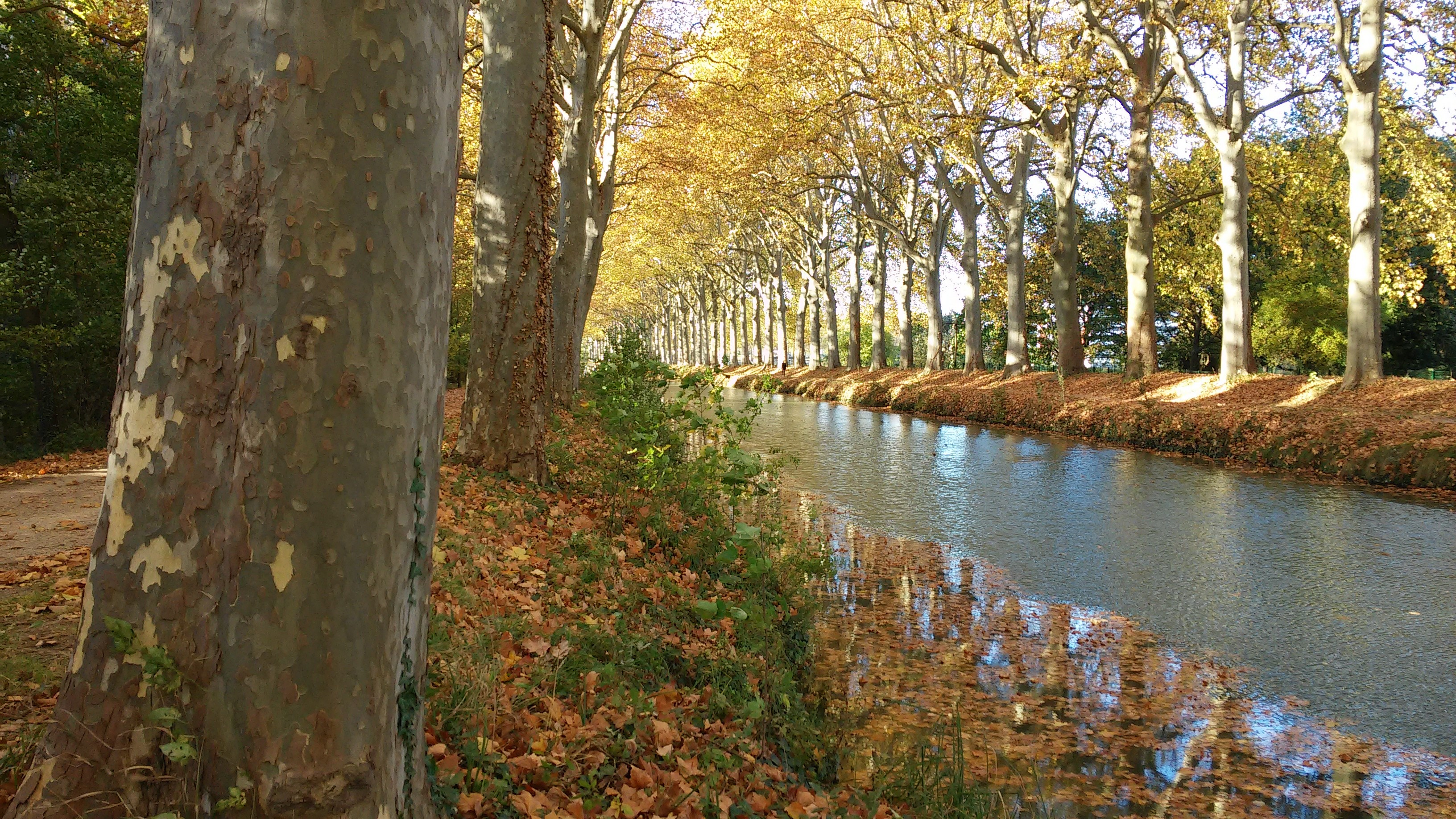
Canalul la Ramonville-Saint-Agne